# Laurie Bolton
Lyall "Laurie" Bolton (sinh ngày 11 tháng 7 năm 1932) là một cầu thủ bóng đá người Anh thi đấu ở vị trí wing half cho Sunderland.